# Олег Јекнић
Олег Јекнић (Сарајево, 16. април 1970) је српски филмски и телевизијски редитељ, теоретичар медија.
Предаје историју и теорију филма на Академији уметности у Београду. Његова студија Теорија интерфејса, са историјским прегледом концепата медија и интерфејса, и предлогом нове теорије медија, објављена је 2014. године.
У раној каријери 1990-их је као редитељ, између осталог, био и један од утемељивача савремене сцене филмске фантастике у Србији, као и редитељ спотова групе Бјесови.

## Образовање
Филмску и телевизијску режију је дипломирао на Факултету драмских уметности у Београду 1998. године.
Докторску дисертацију „Општа теорија медија заснована на теорији функција интерфејса у интерактивној комуникацији“ одбранио је 2009. на Универзитету уметности у Београду, у оквиру Интердисциплинарних студија на групи за теорију уметности и медија. На основу овог рада је настала књига Теорија интерфејса, објављена 2014. године.

## Уметничка и медијска каријера
Уз филмове Динка Туцаковића и Марка Костића, Јекнићеви рани филмови у раздобљу 1993-1995. (Игра пиона и Уске стазе) сматрају се за зачетнике данашње сцене фантастичног филма у Србији. Осим овога, аутор се у раном делу каријере бавио и документаристиком, музичким спотовима и мултимедијом.
За београдске рекламне агенције и телевизијске продукције је од 1995. до 2003. био редитељ реклама, сценариста и копирајтер, као и продуцент и аутор интернет сајтова и портала.
Редитељ (избор)
- „Игра пиона“, кратки играни филм, ФДУ, Београд, 1993. По мотивима стрипа Мирка Илића и Игора Кордеја
- „Уске стазе“, кратки играни филм, ФДУ и Радио Телевизија Србије, Београд, 1995.
- „Enlitement“, документарни филм, ТВ БК Телеком, Београд, 1995.
- „Беспризори“, кратки играни филм, ФДУ, „Cyber films“ и „Crony“, Београд, 1996.
- „Бјесови: Све што видим и све што знам“, музички спот, , Београд, 1997.
- „Бјесови: Кад ми стане дах“, музички спот, , Београд, 1998.
- „63. падобранска бригада“, документарни филм, Војно-филмски центар "Застава филм" и ФРЗ "Београд", Београд, 1996-1998.

## Академска каријера
Педагошки рад
Од 2003. Јекнић се претежно бави академским радом. На Академији уметности Алфа универзитета у Београду је био асистент у раздобљу 2003-2008, а на истом факултету је од 2010. доцент на предметима Историја српске кинематографије, Историја светске кинематографије и Теорија филма.
На Факултету за медије и комуникације Универзитета „Сингидунум“ у Београду предаје Теорију интерфејса.
Оцена научног рада
Јекнићев допринос теорији медија оцењен је као значајан: 
Олег Јекнић успешно и оригинално поставио и разрадио општу теорију медија и теорију интерфејса. Својим аргументацијама је назначио озбиљне и темељне закључке о 'природи' техничких медија и њиховој комуникацијској улози. Његови теоријски резултати су у нашој средини сасвим нови и обећавајући. Веома су ретке научне студије које се баве феноменалношћу нових медија на тако широком и разрађеном фону суочења филозофских и теоријских епистемологија.— Комисија за одбрану докторске тезе, 2009.
О иновативности нове теорије рецензент књиге, проф. др Миодраг Шуваковић, каже:
Теоријска иновација овог интердисциплинарног научног дела садржана је у тези и аргументацији да појам интерфејс преузима читав низ значења и функција које су припадале традиционалном појму медија. Јекнић је извео изузетно сложено истраживање које га је водило ка новој и оригиналној научној и поетичкој теорији о техничко-филозофским и теоријско-естетичким тумачењима смисла, улоге и функција медија и интерфејса у савременој уметности и култури.— Миодраг Шуваковић, у: Јекнић, Олег. Теорија интерфејса, задње корице књиге, 2014